# Anemone flavescens
Anemone flavescens Zucc. – gatunek rośliny z rodziny jaskrowatych (Ranunculaceae Juss.). Występuje endemicznie w Rosji (w Syberii), Mongolii oraz w Chinach (w północnej części regionu autonomicznego Sinciang).

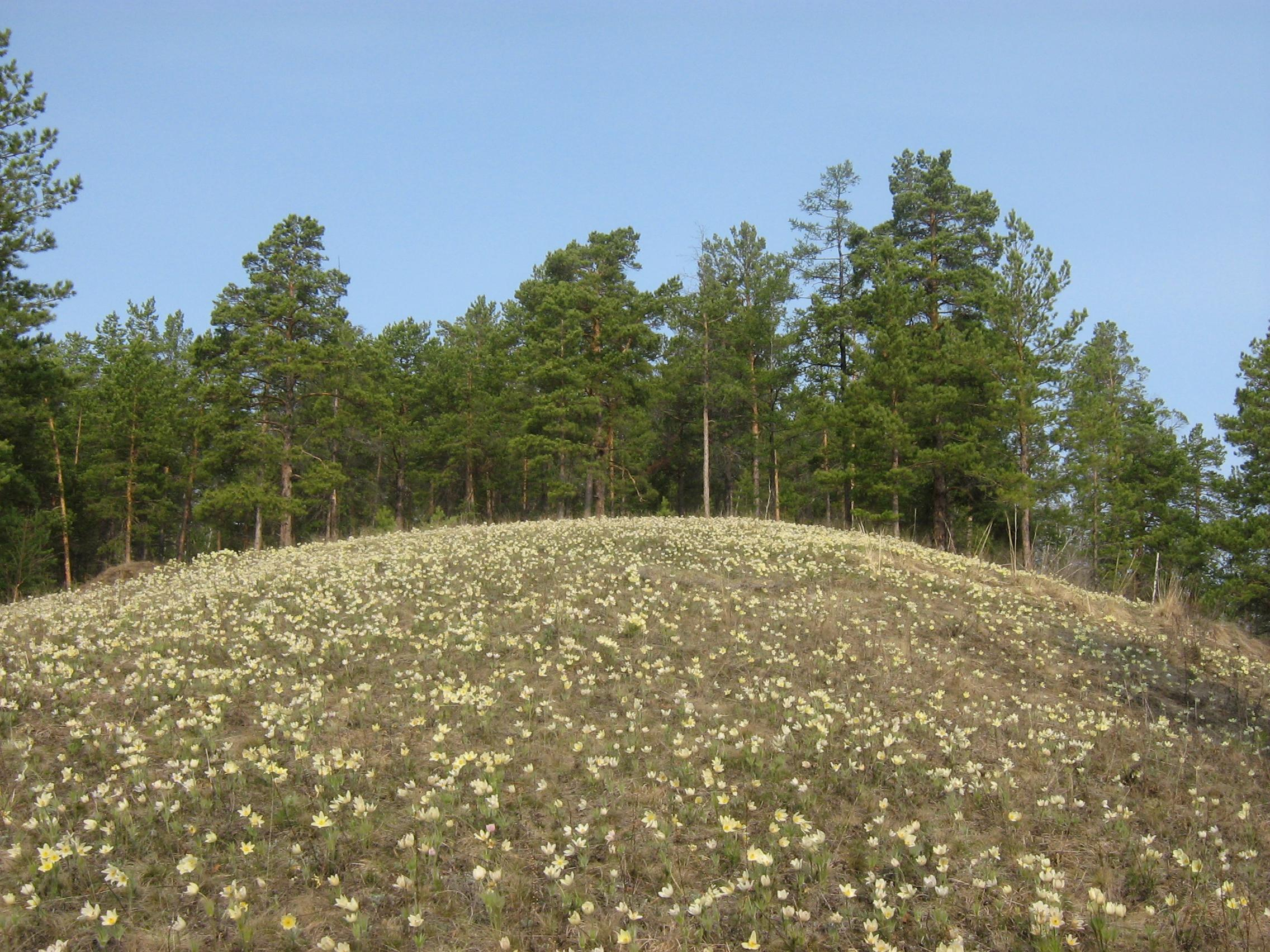
Łąka w Jakucji z kwitnącym gatunkiem A. flavescens oraz z sosną zwyczajną w tle

## Morfologia
LiścieMają jajowato okrągły kształt, czasami są 5-klapowane. Mierzą 5,5–7 cm długości oraz 8–11 cm szerokości.
KwiatyPłatki mają mlecznobiałą lub żółtawą barwę. Słupki są trwałe i mierzą 3,5–4,8 cm.